# 미시간호

미시간호

미시간호(Lake Michigan)는 오대호 중 하나로, 오대호 중 유일하게 호수 전체가 미국 영토에 포함된다. 북쪽부터 시계 방향으로 차례대로 미시간주, 인디애나주, 일리노이주, 위스콘신주와 접한다. 오대호 중 부피가 2번째로 크다.
미시간호의 넓이는 5만 7757km2이며, 이는 약 대한민국의 절반쯤 되는 넓이이다.

## 개요
미시간주(동쪽 및 북쪽), 위스콘신주(서쪽), 일리노이주(남서쪽), 인디애나주(남동쪽)와 경계를 이룬다. 북쪽으로는 매키낵 해협을 통해 휴런호와 연결되어 있다. 길이가 남북으로 517km이고. 최대너비가 190km이며, 집수면적은 5만 7,757km2의 수면면적을 제외하고 11만 8,000km2에 달한다. 평균수면 높이가 해발 176m이며, 최대수심은 281m이다.
유동량은 많지 않으며, 대체로 서쪽편에서는 남쪽으로 흐르고 동쪽편에서는 북쪽으로 흐른다. 남쪽 분지지대와 북쪽 비버아일랜드 지대 부근에서는 때때로 시계 반대방향으로 흐르기도 한다. 약 100개의 하천이 이 호수로 유입되는데, 그중에서 이렇다 할 정도로 큰 것은 몇 개 되지 않는다. 매니스티강, 페레마켓강, 화이트강, 머스키건강, 그랜드강, 캘러머주강, 세인트조지프강 등이 동쪽에서 흘러들어온다. 폭스강과 머노미니강은 북서쪽 지류인 그린만으로 흘러든다. 시카고강은 원래 남서쪽 끝으로 유입되었는데, 1900년 방향을 바꾸도록 만들어 지금은 시카고 새니터리 선박 운하를 통해 일리노이주 졸리엣에 있는 데스플레인스강으로 흘러들어간다. 섬들은 모두 북쪽 끝에 있는데, 그중 가장 큰 것은 미시간주에 속한 비버섬이다.
인접지역은 낮고 경사가 완만하지만 파도가 부서지는 암벽이 여러 곳에 있다. 남동쪽 연안을 끼고 모래언덕이 흔하고, 특히 인디애나둔스 국립 호수와 주립공원 지역이 유명하다. 이곳에서는 탁월풍이 모래를 내륙쪽으로 불어 보내고 있다. 호수의 영향을 적당히 받고 있는 지역은 동부 연안을 따라 펼쳐져 있는 유명한 과일재배 지대이다.

## 경제효과
오대호-세인트로렌스로 이어지는 수로의 일부를 이루고 있으며 국제교역이 수행되는 곳이다. 항구에 얼음이 얼어 12월 중순부터 4월 중순까지 항해가 제한받기는 하지만 호수 자체는 온난해서 좀처럼 얼지 않아 일부 항구 사이에는 호수를 횡단하는 철도와 카페리 운항이 1년 내내 계속된다.
남쪽 끝에는 시카고를 중심으로 한 대규모 공업단지가 인접해 있는데, 이곳에서는 배로 수송되어 온 철광석·석탄·석회석 등과 같은 원자재들을 대량으로 소비하고 있다. 이들은 일리노이주에 있는 캘러멧 항구(남부 시카고)와 인디애나주의 인디애나 항구(동부 시카고), 개리 항구 등에서 선적되고 있다. 철광석 중 일부는 이 호수의 북쪽에 접해 있는 미시간주 에스커나버에서 선적되나 대부분은 슈피리어호 지역에서 실려온 것이다. 위스콘신주의 밀워키와 그린베이는 이리호의 항구에서 선적되어 온 석탄의 유통 중심지이다. 곡물은 밀워키와 시카고에서 선적된다.
다른 주요항구로는 미시간시티(인디애나주), 워키건(일리노이주), 커노샤·러신·매니터웍(위스콘신주)과 매니스티·루딩턴·머스키건·그랜드해이번·벤턴하버(미시간주) 등이 있다. 호수에 육봉(陸封) 연어를 다시 보충하여 넣고 은연어를 새로 투입시킴으로써 어업과 낚시가 다시 활성화되었다. 에일와이프는 크게 감소했다. 환경오염으로 인해 생태계가 균형을 잃고 있기는 하지만, 인기있는 여름휴양지가 호숫가를 따라 산재해 있다.

## 역사
1634년 프랑스의 탐험가 장 니콜레가 유럽인으로는 최초로 발견했다. 1668년에 예수회의 클로드 장 알루에가 그린만과 폭스강 유역의 인디언들을 상대로 선교사업을 시작했다. 1673년 프랑스 탐험가 루이 졸리에와 프랑스 선교사 자크 마르케트가 그린 만에서 시카고에 이르는 미시간호 서쪽 연안지대의 지도를 만들었다. 역시 프랑스인이었던 라 살 공(公) 로베르 카블리에가 1679년 최초의 항해선박을 미시간호로 이끌고 왔으나 모피를 싣고 동쪽으로 돌아가는 길에 폭풍을 만나 배를 잃게 되었다. 라 살 공은 그 후 미시간의 세인트조지프 부근에 교역소를 세웠다. 이 호수의 이름은 '큰 호수'라는 의미의 알공킨 인디언어인 '미치가미' 또는 '미스치가닌'에서 유래한 것이다.